# Vogel Eric
Vogel Eric (Budapest, 1907. június 22. – Szolnok, 1996. október 17.) magyar díszlet- és jelmeztervező, grafikus-, festőművész. Szignója: eric.

## Életpályája
Vogel Imreként született, édesapja Vogel Izidor, szobafestő-mázoló mester volt. Szüleivel és húgával Erzsébetvárosban, az Elemér utca (ma Marek József u.) 4.-ben laktak. Első feleségével 1933-ban kötött házasságot. Egy fiuk született. Másodszor 1978-ban nősült. Az Eric nevet Kálmán Imre zeneszerzőtől kapta. 
Fényes Adolfnál és Herman Lipótnál tanult festészetet. 1920-tól illusztrátora volt a Színházi Élet című lapnak. 1925–1927 között Bécsben az Iparművészeti Főiskolán belsőépítészeti tanulmányokat folytatott, és ismerkedett a színházakkal, filmgyártással. 1927-től a Fővárosi Operettszínháznak, a Fővárosi Művész Színháznak, valamint a Magyar Színháznak készítette első nagysikerű díszlet- és jelmezterveit. 
1930-tól klasszikus és új operettekhez, nagyoperettekhez, zenés szórakoztató játékokhoz hívták tervezőnek a Király Színházba és a Városi Színházba. Kapcsolatba került a kor sok szórakoztató, zenés színházi alkotóművészével (Hegedűs Gyula, Fedák Sári, Kabos Gyula, Honthy Hanna, Rejtő Jenő, Bársony Rózsi, Turay Ida, Karády Katalin, Csortos Gyula, Feleki Kamill, Jávor Pál, Sárdy János, Latabár Árpád, Latabár Kálmán, Kazal László, Kibédi Ervin, Kabos László, Kiss Manyi, Németh Marika, Rátonyi Róbert, Felföldi Anikó, Gálvölgyi János, Horváth Tivadar, Lorán Lenke, Medveczky Ilona ), akikre szépségkultuszával, lendületes-vibráló szemléletével inspirálóan hatott. Gyakran készített terveket a Royal Revüszínháznak, kabaréknak, mulatóknak – Moulin Rouge, Parisien Grill, Maxim Varieté – színpompás, pikáns stílusban. 
1942-től munkaszolgálatos volt, de sikerült megszöknie, és 1944- ben Nagyváradra került a színházhoz. Bukarestben a Scînteia című lapnak dolgozott, és operettek díszletterveit is elvállalta. Külön engedéllyel 1945-ben Budapestre utazott, ahol felkutatta családját, majd velük együtt visszautazott Nagyváradra, ahol 1947-ig dolgozott. Innen Budapesten keresztül hajójeggyel a zsebükben Amerikába készült a család, de itthon maradtak. 
1948-tól Budapesten a Fővárosi Operettszínház tagja lett. A későbbiekben alapítója volt a József Attila Színháznak, a Vidám Színpadnak, a Kis Színpadnak, a Kamara Varietének, és a Fővárosi Víg Színháznak. A Vidám Színpad arculatát évekre meghatározó logó színes betűit is ő tervezte. Számos vidéki színháznak tervezett (Békéscsaba, Debrecen, Kaposvár, Szeged, Győr, Veszprém, Szolnok), és cirkuszi előadások, mulatók műsoraihoz is készített jelmezterveket. 
Dolgozott a Magyar Televízió számára (zenés összeállítások, szórakoztató tv-játékok, Tánckongresszus, Slágermúzeum, Ligeti legendák című műsorok stb.), valamint berlini és párizsi színházaknak is. Tervezett az olimpiai ezüstérmes, világbajnok Regőczy Krisztina–Sallay András jégtáncos párnak is. Számos külföldi (Ausztria, Csehország, Olaszország, Párizs, New York) és hazai tárlaton vett részt rajzaival, festményeivel. Több, mint 400 előadáshoz készített díszlet- és jelmeztervet. Kiváló rajztudása, a színpad és az emberi test alapos ismerete, pikáns-ironikus szelleme eltéveszthetetlenül egyéni jelleget sugároz. 
Gödöllőn a Madách Imre Szakmunkásképző Iskolában 1994 és 1996 között tanította a női ruhagyártó tanuló lányokat a jelmeztervezés mesterfogásaira. Számos reklám- és plakáttervet készített, kottacímlapokat is tervezett a Rózsavölgyi kiadó számára. 
1996-ban Szolnokon a Csárdáskirálynő című előadáshoz tervezte a díszleteket és a jelmezeket, de a bemutató előtt elhunyt. A premieren már csak néma felállással ünnepelték a tervezőt. A Farkasréti temetőben helyezték végső nyugalomra (25/X-1-82). Sírját Koós János karikatúrája díszíti. 2007-ben Erzsébetváros díszpolgárai közé választották.

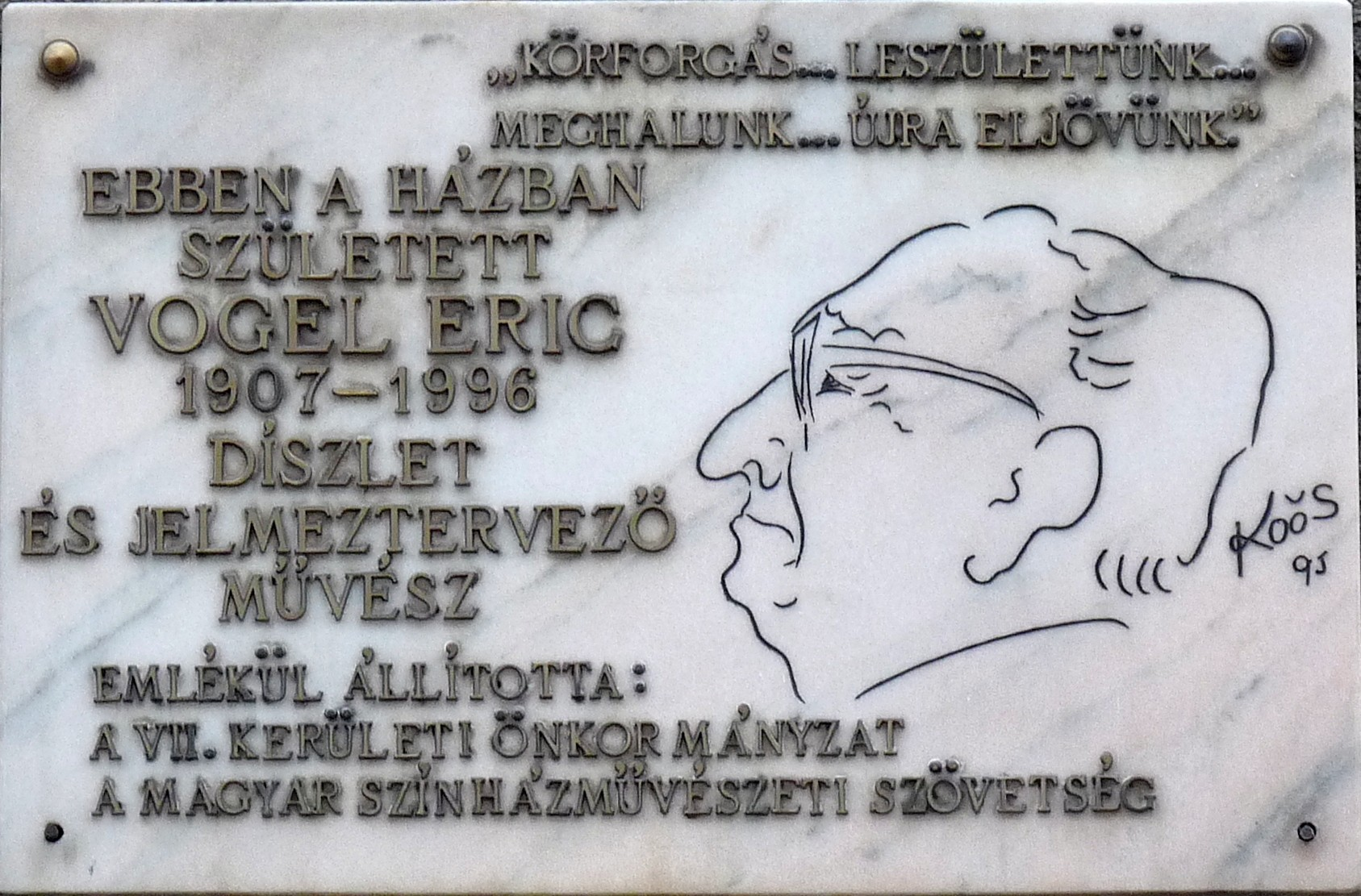
Vogel Eric (1907–1996) díszlet- és jelmeztervező emléktáblája egykori lakhelyén. – Budapest VII. ker., Marek József utca 4.

## Díszletterveiből
A Színházi adattárban regisztrált díszletterveinek száma: 209.  
- Akinek nem inge… (Kamara Varieté)
- Békehajó (Fővárosi Varieté)
- Kálmán Imre: Zsuzsi kisasszony (Békés Megyei Jókai Színház)
- Heltai Jenő: A néma levente (Békés Megyei Jókai Színház)
- Farkas Ferenc: Zeng az erdő (Békés Megyei Jókai Színház)
- Móricz Zsigmond: Nem élhetek muzsikaszó nélkül (József Attila Színház)
- Victorien Sardou: Szókimondó asszonyság (József Attila Színház)
- Kállai István: Ugorj ki az ablakon (József Attila Színház)
- Schönthan testvérek – Kellér Dezső – Horváth Jenő – Szenes Iván: A szabin nők elrablása (József Attila Színház)
- Vajda Albert–Kovács Dénes: Újpesti lány (Fővárosi Víg Színház, VII. Dohány utca 42.)
- Fényes Szabolcs–Békeffi István–Kellér Dezső: Szombat délután (Szegedi Nemzeti Színház)
- Színe-java (Vidám Színpad)
- Kállai István: Majd a papa (Vidám Színpad)
- Pestről jelentik (Vidám Színpad)
- Robert Thomas: Nyolc nő (Vidám Színpad)
- Molnár Ferenc: A doktor úr Vidám Színpad)
- Nagy Endre: A miniszterelnök (Kis Színpad)
- Csizmarek Mátyás: Narancshéj (Blaha Lujza Színház)
- Király Dezső: Az igazi (Kisfaludy Színház, Győr)
- Hajdu Júlia: Füredi komédiások (Csiky Gergely Színház)

## Jelmezterveiből
A Színházi adattárban regisztrált jelmezterveinek száma: 210.  
- Maxi Show (Kamara Varieté)
- Rázzuk a rongyot (Kamara Varieté)
- Klub minden mennyiségben (Kamara Varieté)
- Egy pesti műsor (Kamara Varieté)
- Őfelsége, a nő (Kamara Varieté)
- Fedor Ágnes – Szilágyi György – Rátonyi Róbert: Miss Arizona (Thália Színház)
- Molnár Ferenc: A doktor úr (Thália Színház)
- Molnár Ferenc: Az ibolya (Kis Színpad)
- Fényes Szabolcs: Maya (Budai Parkszínpad)
- Huszka Jenő: Mária főhadnagy (Állatkerti Szabadtéri Színpad)
- Katona József: Bánk bán (Békés Megyei Jókai Színház)
- Kacsóh Pongrác: János vitéz (Békés Megyei Jókai Színház)
- Eisemann Mihály: Én és a kisöcsém (Fővárosi Operettszínház)
- Jacques Offenbach: Szép Heléna (Fővárosi Operettszínház)
- Ábrahám Pál: Bál a Savoyban (Fővárosi Operettszínház)
- Hunyady Sándor: Lovagias ügy (Vidám Színpad)

## Kiállítás
- Vigadó Galéria (Életmű kiállítás, 1987)
- Gödöllő Királyi Kastély (Emlékkiállítás, 2003)

## Filmográfia
- Cifra nyomorúság (1938)
- Napfény a jégen (1961)
- Slágermúzeum (1963)
- Tánckongresszus (1966)
- Maya (Zenés Tv-színház, 1979)
- Ligeti legendák (1981)
- A végzet asszonya (1983)
- Két férfi az ágy alatt (1983)
- A három Pestőr (1984)
- Vogel Eric (portréfilm, 1988)
- Aranyoskáim (1996)
- Francia négyes (1998)

## Kötete
- Díszlet-rajzolás, rajz-olvasás. A színházak szakmai továbbképző tanfolyamára; Felsőoktatási Jegyzetell. soksz., Bp., 1953